# Diskografie Drakea
Diskografie kanadského R&B zpěváka a rappera Drakea. Na konci září 2015 teprve jako čtvrtý umělec v historii překonal hranici sta písní (sólových i jako hostující umělec) umístěných v americkém žebříčku Billboard Hot 100. V roce 2015 i 2016 byl nejvíce streamovaným umělcem, ke konci roku 2016 byly jeho skladby na službě Spotify celkem 8,7 miliardkrát streamovány, čímž byl nejvíce streamovaným umělcem historie. Ke konci roku 2016 činil počet jeho písní umístěných v žebříčku Billboard Hot 100 celkem 132 (62 % tvořily jeho vlastní písně, zbytek písně, na kterých působil jako přizvaný umělec), tím vyrovnal rekord Lil Waynea. Drake jako první zpěvák v historii překročil v roce 2019 milník 200 písní umístěných v žebříčku Billboard Hot 100.
K roku 2019 měl celosvětově prodáno 170 milionů nahrávek, což z něj dělá jednoho z nejúspěšnějších zpěváků historie. Již v roce 2012 překonal rekord v počtu number-one hitů v žebříčku Hot R&B/Hip-Hop Songs, který od té doby zvyšuje.

## Alba

### Studiová alba
| Rok  | Album | Nejvyšší umístění v hitparádě | Nejvyšší umístění v hitparádě | Nejvyšší umístění v hitparádě | Nejvyšší umístění v hitparádě | Nejvyšší umístění v hitparádě | Nejvyšší umístění v hitparádě | Nejvyšší umístění v hitparádě | Nejvyšší umístění v hitparádě | Prodej                                          | Certifikace                                                           |
| Rok  | Album | US 200                        | US R&B                        | US Rap                        | AUS                           | CAN                           | IRL                           | NZ                            | UK                            | Prodej                                          | Certifikace                                                           |
| ---- | --- | ----------------------------- | ----------------------------- | ----------------------------- | ----------------------------- | ----------------------------- | ----------------------------- | ----------------------------- | ----------------------------- | ----------------------------------------------- | --------------------------------------------------------------------- |
| 2010 | Thank Me Later - Vydáno: 15. června 2010 - Vydavatel: Young Money, Cash Money, Universal Motown                | 1                             | 1                             | 1                             | 81                            | 1                             | 32                            | 35                            | 15                            | US: 1 830 000 ks CAN: 176 000 ks UK: 219 000 ks | US: 4x platinová CAN: 2x platinová UK: platinová                      |
| 2011 | Take Care - Vydáno: 15. listopadu 2011 - Vydavatel: Young Money, Cash Money, Universal Republic                | 1                             | 1                             | 1                             | 15                            | 1                             | 30                            | 19                            | 5                             | US: 2 338 000 ks CAN: 262 000 ks UK: 400 000 ks | US: 8x platinová CAN: 4x platinová UK: 2x platinová                   |
| 2013 | Nothing Was The Same - Vydáno: 24. září 2013 - Vydavatel: OVO Sound, Young Money, Cash Money, Republic Records | 1                             | 1                             | 1                             | 2                             | 1                             | 4                             | 4                             | 2                             | US: 1 783 000 ks CAN: 201 000 ks UK: 256 000 ks | US: 6x platinová AUS: zlatá CAN: 3x platinová UK: platinová           |
| 2016 | Views - Vydáno: 29. dubna 2016 - Vydavatel: OVO Sound, Young Money, Cash Money, Republic                       | 1                             | 1                             | 1                             | 1                             | 1                             | 2                             | 1                             | 1                             | US: 1 700 000 ks CAN: 180 000 ks UK: 160 000 ks | US: 8x platinová AUS: zlatá CAN: 6x platinová UK: 2x platinová        |
| 2018 | Scorpion - Vydáno: 29. června 2018 - Vydavatel: OVO Sound, Young Money, Cash Money, Republic                   | 1                             | 1                             | 1                             | 1                             | 1                             | 1                             | 1                             | 1                             | US: 407 000 ks                                  | US: 7x platinová AUS: 2x platinová CAN: 2x platinová UK: 2x platinová |
| 2021 | Certified Lover Boy - Vydáno: 3. září 2021 - Vydavatel: OVO Sound, Republic                                    | 1                             | 1                             | 1                             | 1                             | 1                             | 1                             | 1                             | 1                             |                                                 | US: 3x platinová AUS: zlatá UK: platinová                             |
| 2022 | Honestly, Nevermind - Vydáno: 17. června 2022 - Vydavatel: OVO Sound, Republic                                 | 1                             | 1                             | 1                             | 2                             | 1                             | 2                             | 2                             | 2                             |                                                 | US: platinová UK: zlatá                                               |
| 2023 | For All the Dogs - Vydáno: 6. října 2023 - Vydavatel: OVO Sound, Republic                                      | 1                             | 1                             | 1                             | 1                             | 1                             | 1                             | 1                             | 1                             |                                                 | UK: zlatá CAN: 2x platinová                                           |

### Prodejní mixtape
| Rok  | Album | Nejvyšší umístění v hitparádě | Nejvyšší umístění v hitparádě | Nejvyšší umístění v hitparádě | Nejvyšší umístění v hitparádě | Nejvyšší umístění v hitparádě | Nejvyšší umístění v hitparádě | Nejvyšší umístění v hitparádě | Nejvyšší umístění v hitparádě | Prodej                                          | Certifikace                                      |
| Rok  | Album | US 200                        | US R&B                        | US Rap                        | AUS                           | CAN                           | IRL                           | NZ                            | UK                            | Prodej                                          | Certifikace                                      |
| ---- | --- | ----------------------------- | ----------------------------- | ----------------------------- | ----------------------------- | ----------------------------- | ----------------------------- | ----------------------------- | ----------------------------- | ----------------------------------------------- | ------------------------------------------------ |
| 2015 | If You’re Reading This It’s Too Late - Vydáno: 12. února 2015 - Vydavatel: OVO Sound, Aspire, Young Money, Cash Money, Republic | 1                             | 1                             | 1                             | 2                             | 1                             | 13                            | 3                             | 3                             | US: 1 233 000 ks CAN: 109 000 ks UK: 100 000 ks | US: 4x platinová CAN: 2x platinová UK: platinová |
| 2015 | What a Time to be Alive (s Future) - Vydáno: 20. září 2015 - Vydavatel: Cash Money, Epic, A1                                    | 1                             | 1                             | 1                             | 4                             | 1                             | 30                            | 8                             | 6                             | US: 564 000 ks                                  | US: 2x platinová CAN: platinová UK: zlatá        |
| 2020 | Dark Lane Demo Tapes - Vydáno: 1. května 2020 - Vydavatel: OVO Sound, Republic                                                  | 2                             | 1                             | 1                             | 1                             | 1                             | 1                             | 1                             | 1                             | US: 223 000 ks                                  | UK: zlatá                                        |

### EP
| Rok  | Album                                                                                                 | Nejvyšší umístění v hitparádě | Nejvyšší umístění v hitparádě | Nejvyšší umístění v hitparádě | Nejvyšší umístění v hitparádě | Nejvyšší umístění v hitparádě | Nejvyšší umístění v hitparádě | Nejvyšší umístění v hitparádě | Nejvyšší umístění v hitparádě | Prodej                        | Certifikace          |
| Rok  | Album                                                                                                 | US 200                        | US R&B                        | US Rap                        | AUS                           | CAN                           | IRL                           | NZ                            | UK                            | Prodej                        | Certifikace          |
| ---- | --- | ----------------------------- | ----------------------------- | ----------------------------- | ----------------------------- | ----------------------------- | ----------------------------- | ----------------------------- | ----------------------------- | ----------------------------- | -------------------- |
| 2009 | So Far Gone - Vydáno: 15. září 2009 - Vydavatel: Young Money, Cash Money, Universal Motown            | 6                             | 3                             | 2                             | —                             | 15                            | —                             | —                             | —                             | US: 785 000 ks CAN: 58 000 ks | US: zlatá CAN: zlatá |
| 2018 | Scary Hours - Vydáno: 19. ledna 2018 - Vydavatel: OVO Sound, Young Money, Cash Money                  | —                             | —                             | —                             | —                             | —                             | —                             | —                             | —                             |                               |                      |
| 2019 | The Best in the World Pack - Vydáno: 15. června 2019 - Vydavatel: OVO Sound, Frozen Moments, Republic | —                             | —                             | —                             | —                             | —                             | —                             | —                             | —                             |                               |                      |
| 2021 | Scary Hours 2 - Vydáno: 5. března 2021 - Vydavatel: OVO Sound, Republic                               | —                             | —                             | —                             | —                             | —                             | —                             | —                             | —                             |                               |                      |

### Playlist
| Rok  | Album                                                                              | Nejvyšší umístění v hitparádě | Nejvyšší umístění v hitparádě | Nejvyšší umístění v hitparádě | Nejvyšší umístění v hitparádě | Nejvyšší umístění v hitparádě | Nejvyšší umístění v hitparádě | Nejvyšší umístění v hitparádě | Nejvyšší umístění v hitparádě | Prodej         | Certifikace                                         |
| Rok  | Album                                                                              | US 200                        | US R&B                        | US Rap                        | AUS                           | CAN                           | IRL                           | NZ                            | UK                            | Prodej         | Certifikace                                         |
| ---- | ---------------------------------------------------------------------------------- | ----------------------------- | ----------------------------- | ----------------------------- | ----------------------------- | ----------------------------- | ----------------------------- | ----------------------------- | ----------------------------- | -------------- | --------------------------------------------------- |
| 2017 | More Life - Vydáno: 18. března 2017 - Vydavatel: Young Money, Cash Money, Republic | 1                             | 1                             | 1                             | 2                             | 1                             | 2                             | 3                             | 2                             | US: 363 000 ks | US: 4x platinová CAN: 2x platinová UK: 2x platinová |

### Kompilační alba
| Rok  | Album                                                       | Nejvyšší umístění v hitparádě | Nejvyšší umístění v hitparádě | Nejvyšší umístění v hitparádě | Nejvyšší umístění v hitparádě | Nejvyšší umístění v hitparádě | Nejvyšší umístění v hitparádě | Nejvyšší umístění v hitparádě | Nejvyšší umístění v hitparádě | Prodej         | Certifikace |
| Rok  | Album                                                       | US 200                        | US R&B                        | US Rap                        | AUS                           | CAN                           | IRL                           | NZ                            | UK                            | Prodej         | Certifikace |
| ---- | ----------------------------------------------------------- | ----------------------------- | ----------------------------- | ----------------------------- | ----------------------------- | ----------------------------- | ----------------------------- | ----------------------------- | ----------------------------- | -------------- | ----------- |
| 2019 | Care Package - Vydáno: 2. srpna 2019 - Vydavatel: OVO Sound | 1                             | 1                             | 1                             | 7                             | 1                             | 7                             | 13                            | 4                             | US: 109 000 ks |             |

### Spolupráce
| Rok  | Album | Nejvyšší umístění v hitparádě | Nejvyšší umístění v hitparádě | Nejvyšší umístění v hitparádě | Nejvyšší umístění v hitparádě | Nejvyšší umístění v hitparádě | Nejvyšší umístění v hitparádě | Nejvyšší umístění v hitparádě | Nejvyšší umístění v hitparádě | Prodej         | Certifikace                |
| Rok  | Album | US 200                        | US R&B                        | US Rap                        | AUS                           | CAN                           | IRL                           | NZ                            | UK                            | Prodej         | Certifikace                |
| ---- | --- | ----------------------------- | ----------------------------- | ----------------------------- | ----------------------------- | ----------------------------- | ----------------------------- | ----------------------------- | ----------------------------- | -------------- | -------------------------- |
| 2009 | We Are Young Money (s Young Money) - Vydáno: 21. prosince 2009 - Vydavatel: Young Money, Cash Money, Universal Motown   | 9                             | 3                             | 1                             | —                             | —                             | —                             | —                             | —                             | US: 500 000 ks | US: platinová              |
| 2014 | Young Money: Rise of An Empire (s Young Money) - Vydáno: 11. března 2014 - Vydavatel: Young Money, Cash Money, Republic | 7                             | 4                             | 2                             | —                             | 24                            | —                             | —                             | 148                           | US: 53 000 ks  | US: /                      |
| 2022 | Her Loss (s 21 Savage) - Vydáno: 4. listopadu 2022 - Vydavatel: OVO, Slaughter Gang, Republic, Epic                     | 1                             | 1                             | 1                             | 2                             | 1                             | 2                             | 2                             | 1                             | US:            | US: 2x platinová UK: zlatá |

### Mixtapes
- 2006 - Room for Improvement
- 2007 - Comeback Season
- 2009 - So Far Gone (Mixtape)

## Singly

### Solo
| Rok  | Název písně                                    | Pozice v mezinárodních žebříčcích | Pozice v mezinárodních žebříčcích | Pozice v mezinárodních žebříčcích | Pozice v mezinárodních žebříčcích | Pozice v mezinárodních žebříčcích | Pozice v mezinárodních žebříčcích | Pozice v mezinárodních žebříčcích | Certifikace                                                                             | Album                                |
| Rok  | Název písně                                    | US 100                            | US Hip-Hop                        | US Rap                            | AUS                               | CAN                               | NZ                                | UK                                | Certifikace                                                                             | Album                                |
| ---- | ---------------------------------------------- | --------------------------------- | --------------------------------- | --------------------------------- | --------------------------------- | --------------------------------- | --------------------------------- | --------------------------------- | --------------------------------------------------------------------------------------- | ------------------------------------ |
| 2009 | "Best I Ever Had"                              | 2                                 | 1                                 | 1                                 | —                                 | 24                                | —                                 | 79                                | US: 4x platinová UK: stříbrná                                                           | So Far Gone EP                       |
| 2009 | "Successful" (ft. Trey Songz)                  | 17                                | 3                                 | 2                                 | —                                 | —                                 | —                                 | —                                 | US: platinová                                                                           | So Far Gone EP                       |
| 2009 | "I'm Goin' In" (ft. Lil Wayne a Young Jeezy)   | 40                                | 28                                | 11                                | —                                 | —                                 | —                                 | —                                 | US: platinová                                                                           | So Far Gone EP                       |
| 2009 | "Forever" (ft. Kanye West, Lil Wayne a Eminem) | 8                                 | 2                                 | 1                                 | 99                                | 26                                | —                                 | 42                                | US: 6x platinová UK: zlatá                                                              | More Than a Game OST                 |
| 2010 | "Over"                                         | 14                                | 2                                 | 1                                 | —                                 | 17                                | —                                 | 50                                | US: 3x platinová                                                                        | Thank Me Later                       |
| 2010 | "Find Your Love"                               | 5                                 | 3                                 | —                                 | —                                 | 10                                | —                                 | 24                                | US: 3x platinová UK: stříbrná                                                           | Thank Me Later                       |
| 2010 | "Miss Me" (ft. Lil Wayne)                      | 15                                | 3                                 | 2                                 | —                                 | 73                                | —                                 | 162                               | US: platinová                                                                           | Thank Me Later                       |
| 2010 | "Fancy" (ft. T.I. a Swizz Beatz)               | 25                                | 4                                 | 1                                 | —                                 | 54                                | —                                 | —                                 | US: platinová                                                                           | Thank Me Later                       |
| 2011 | "Marvins Room"                                 | 21                                | 7                                 | —                                 | —                                 | —                                 | —                                 | 102                               | US: 3x platinová UK: zlatá                                                              | Take Care                            |
| 2011 | "Headlines"                                    | 13                                | 2                                 | 1                                 | —                                 | 18                                | —                                 | 57                                | US: 4x platinová CAN: platinová UK: zlatá                                               | Take Care                            |
| 2011 | "Make Me Proud" (ft. Nicki Minaj)              | 9                                 | 1                                 | 1                                 | 95                                | 25                                | —                                 | 49                                | US: platinová UK: stříbrná                                                              | Take Care                            |
| 2011 | "The Motto" (ft. Lil Wayne)                    | 14                                | 1                                 | 1                                 | —                                 | 52                                | —                                 | 80                                | US: 6x platinová UK: zlatá                                                              | Take Care                            |
| 2011 | "Take Care" (ft. Rihanna)                      | 7                                 | 26                                | 2                                 | 9                                 | 15                                | 7                                 | 9                                 | US: 5x platinová AUS: 3x platinová CAN: 2x platinová NZ: platinová UK: platinová        | Take Care                            |
| 2012 | "HYFR (Hell Ya Fucking Right)" (ft. Lil Wayne) | 62                                | 20                                | 17                                | —                                 | —                                 | —                                 | —                                 | US: 2x platinová                                                                        | Take Care                            |
| 2013 | "Started from the Bottom"                      | 6                                 | 2                                 | 2                                 | 93                                | 36                                | —                                 | 25                                | US: 6x platinová CAN: platinová UK: zlatá                                               | Nothing Was The Same                 |
| 2013 | "Hold On, We're Going Home" (ft. Majid Jordan) | 4                                 | 1                                 | —                                 | 8                                 | 4                                 | 9                                 | 4                                 | US: 6x platinová AUS: 2x platinová CAN: 2x platinová NZ: zlatá UK: platinová            | Nothing Was The Same                 |
| 2013 | "All Me" (ft. Big Sean a 2 Chainz)             | 20                                | 6                                 | 4                                 | —                                 | 72                                | —                                 | 112                               | US: 2x platinová                                                                        | Nothing Was The Same                 |
| 2013 | "Pound Cake" (ft. Jay-Z)                       | 65                                | 24                                | 17                                | —                                 | 88                                | —                                 | 111                               | US: platinová UK: stříbrná                                                              | Nothing Was The Same                 |
| 2013 | "The Language"                                 | 51                                | 13                                | 9                                 | —                                 | —                                 | —                                 | 143                               | US: platinová                                                                           | Nothing Was The Same                 |
| 2013 | "Too Much" (ft. Sampha)                        | 64                                | 23                                | 16                                | —                                 | 90                                | —                                 | 86                                | US: platinová UK: stříbrná                                                              | Nothing Was The Same                 |
| 2014 | "0 to 100 / The Catch Up"                      | 35                                | 8                                 | 7                                 | —                                 | 61                                | —                                 | 68                                | US: 2x platinová UK: stříbrná                                                           | —                                    |
| 2015 | "Preach" (ft. PartyNextDoor)                   | 82                                | 27                                | —                                 | —                                 | 66                                | —                                 | 53                                |                                                                                         | If You're Reading This It's Too Late |
| 2015 | "Energy"                                       | 26                                | 9                                 | 5                                 | 59                                | 65                                | —                                 | 71                                | US: 2x platinová UK: stříbrná                                                           | If You're Reading This It's Too Late |
| 2015 | "Charged Up"                                   | 78                                | 21                                | 18                                | —                                 | 75                                | —                                 | —                                 |                                                                                         | —                                    |
| 2015 | "Back to Back"                                 | 21                                | 8                                 | 6                                 | —                                 | 27                                | —                                 | 77                                | US: 2x platinová UK: stříbrná                                                           | —                                    |
| 2015 | "Hotline Bling"                                | 2                                 | 1                                 | 1                                 | 2                                 | 3                                 | 14                                | 3                                 | US: 8x platinová AUS: 2x platinová CAN: platinová NZ: zlatá UK: 2x platinová            | Views                                |
| 2015 | "Right Hand"                                   | 58                                | 19                                | 15                                | —                                 | 77                                | —                                 | 90                                | US: platinová UK: stříbrná                                                              | —                                    |
| 2016 | "Summer Sixteen"                               | 6                                 | 1                                 | 1                                 | 25                                | 12                                | —                                 | 23                                | US: platinová UK: stříbrná                                                              | —                                    |
| 2016 | "One Dance" (ft. Wizkid a Kyla)                | 1                                 | 1                                 | —                                 | 1                                 | 1                                 | 1                                 | 1                                 | US: 8x platinová AUS: 6x platinová CAN: diamantová NZ: 2x platinová UK: 5x platinová    | Views                                |
| 2016 | "Pop Style" (ft. Jay-Z a Kanye West)           | 16                                | 4                                 | 3                                 | 44                                | 19                                | —                                 | 33                                | US: 2x platinová UK: stříbrná                                                           | Views                                |
| 2016 | "Too Good" (ft. Rihanna)                       | 14                                | 3                                 | 1                                 | 3                                 | 9                                 | 4                                 | 3                                 | US: 3x platinová AUS: 3x platinová CAN: 4x platinová NZ: platinová UK: 2x platinová     | Views                                |
| 2016 | "Controlla"                                    | 16                                | 5                                 | —                                 | 49                                | 27                                | 27                                | 18                                | US: 3x platinová AUS: zlatá UK: platinová CAN: 2x platinová                             | Views                                |
| 2016 | "Fake Love"                                    | 8                                 | 4                                 | 3                                 | 16                                | 10                                | 3                                 | 10                                | US: 4x platinová AUS: platinová UK: platinová                                           | More Life                            |
| 2016 | "Sneakin'" (ft. 21 Savage)                     | 28                                | 8                                 | 7                                 | 81                                | 20                                | —                                 | 52                                | US: platinová                                                                           | —                                    |
| 2016 | "Two Birds, One Stone"                         | 73                                | 31                                | 24                                | —                                 | 64                                | —                                 | —                                 |                                                                                         | —                                    |
| 2017 | "Passionfruit"                                 | 8                                 | 5                                 | —                                 | 4                                 | 2                                 | 2                                 | 3                                 | US: 3x platinová AUS: platinová NZ: zlatá UK: 2x platinová                              | More Life                            |
| 2017 | "Free Smoke"                                   | 18                                | 11                                | 7                                 | —                                 | 12                                | 2                                 | 36                                | US: platinová UK: stříbrná                                                              | More Life                            |
| 2017 | "Portland" (ft. Quavo a Travis Scott)          | 9                                 | 6                                 | 3                                 | —                                 | 6                                 | 38                                | 27                                | US: 2x platinová UK: zlatá                                                              | More Life                            |
| 2017 | "Glow" (ft. Kanye West)                        | 54                                | 30                                | 19                                | —                                 | 37                                | —                                 | 55                                |                                                                                         | More Life                            |
| 2017 | "Signs"                                        | 36                                | 14                                | —                                 | 32                                | 12                                | 26                                | 14                                | US: platinová AUS: zlatá CAN: 2x platinová UK: zlatá                                    | —                                    |
| 2018 | "God's Plan"                                   | 1                                 | 1                                 | 1                                 | 1                                 | 1                                 | 1                                 | 1                                 | US: 11x platinová AUS: 5x platinová CAN: 8x platinová NZ: 2x platinová UK: 3x platinová | Scary Hours a Scorpion               |
| 2018 | "Diplomatic Immunity"                          | 7                                 | 4                                 | 3                                 | 54                                | 6                                 | 3                                 | 21                                |                                                                                         | Scary Hours                          |
| 2018 | "Nice for What"                                | 1                                 | 1                                 | 1                                 | 1                                 | 1                                 | 1                                 | 1                                 | US: 5x platinová AUS: 3x platinová CAN: 4x platinová NZ: platinová UK: 2x platinová     | Scorpion                             |
| 2018 | "I'm Upset"                                    | 7                                 | 6                                 | 6                                 | 17                                | 5                                 | 13                                | 37                                | CAN: platinová UK: stříbrná                                                             | Scorpion                             |
| 2018 | "Don't Matter to Me" (ft. Michael Jackson)     | 9                                 | 8                                 | —                                 | 3                                 | 4                                 | 6                                 | 2                                 | AUS: zlatá CAN: zlatá UK: zlatá                                                         | Scorpion                             |
| 2018 | "In My Feelings"                               | 1                                 | 1                                 | 1                                 | 3                                 | 1                                 | 3                                 | 4                                 | US: 5x platinová AUS: 3x platinová CAN: 5x platinová NZ: platinová UK: platinová        | Scorpion                             |
| 2018 | "Nonstop"                                      | 2                                 | 2                                 | —                                 | 5                                 | 1                                 | 8                                 | 4                                 | CAN: platinová UK: zlatá                                                                | Scorpion                             |
| 2019 | "Mob Ties"                                     | 13                                | 12                                | 10                                | 28                                | 11                                | —                                 | —                                 | CAN: zlatá UK: stříbrná                                                                 | Scorpion                             |
| 2019 | "Money in the Grave" (ft. Rick Ross)           | 7                                 | 3                                 | 2                                 | 7                                 | 5                                 | 7                                 | 13                                | AUS: zlatá NZ: zlatá UK: stříbrná                                                       | The Best in the World Pack           |
| 2019 | "Omertà"                                       | 35                                | 14                                | 12                                | 69                                | 8                                 | —                                 | 33                                |                                                                                         | The Best in the World Pack           |
| 2020 | "Toosie Slide"                                 | 1                                 | 1                                 | 1                                 | 3                                 | 3                                 | 1                                 | 2                                 | AUS: platinová CAN: 4x platinová NZ: platinová UK: platinová                            | Dark Lane Demo Tapes                 |
| 2020 | "Chicago Freestyle" (ft. Giveon)               | 14                                | 11                                | 8                                 | —                                 | 13                                | —                                 | 10                                | UK: stříbrná                                                                            | Dark Lane Demo Tapes                 |
| 2020 | "Laugh Now Cry Later" (ft. Lil Durk)           | 2                                 | 1                                 | 1                                 | 3                                 | 1                                 | 3                                 | 4                                 | US: 6x platinová AUS: platinová CAN: 4x platinová NZ: zlatá UK: platinová               | Certified Lover Boy                  |
| 2021 | "What's Next"                                  | 1                                 | 1                                 | 1                                 | 7                                 | 1                                 | 12                                | 4                                 | CAN: platinová UK: stříbrná                                                             | Scary Hours 2                        |
| 2021 | "Way 2 Sexy" (ft. Future a Young Thug)         | 1                                 | 1                                 | 1                                 | 7                                 | 3                                 | 7                                 | 11                                | AUS: zlatá UK: stříbrná                                                                 | Certified Lover Boy                  |
| 2021 | "Girls Want Girls" (ft. Lil Baby)              | 2                                 | 2                                 | 2                                 | 2                                 | 8                                 | 11                                | 2                                 | UK: platinová                                                                           | Certified Lover Boy                  |
| 2022 | "Sticky"                                       | 6                                 | 5                                 | 4                                 | 15                                | 3                                 | 10                                | 30                                | US: platinová UK: stříbrná                                                              | Honestly, Nevermind                  |
| 2022 | "Massive"                                      | 14                                | —                                 | —                                 | 12                                | 8                                 | 15                                | 8                                 | UK: stříbrná                                                                            | Honestly, Nevermind                  |
| 2022 | "Jimmy Cooks" (ft. 21 Savage)                  | 1                                 | 1                                 | 1                                 | 4                                 | 1                                 | 3                                 | 7                                 | US: 3x platinová AUS: platinová UK: stříbrná                                            | Honestly, Nevermind                  |
| 2023 | "Slime You Out" (ft. SZA)                      | 1                                 | 1                                 | —                                 | 12                                | 2                                 | 9                                 | 10                                |                                                                                         | For All the Dogs                     |
| 2023 | "8AM in Charlotte"                             | 17                                | 13                                | 11                                | 60                                | 13                                | 30                                | —                                 |                                                                                         | For All the Dogs                     |
| 2023 | "Rich Baby Daddy" (ft. Sexyy Red a SZA)        | 11                                | 10                                | 8                                 | 19                                | 18                                | 14                                | —                                 | AUS: zlatá UK: zlatá                                                                    | For All the Dogs                     |
| 2023 | "First Person Shooter" (ft. J. Cole)           | 1                                 | 1                                 | 1                                 | 4                                 | 2                                 | 5                                 | 4                                 |                                                                                         | For All the Dogs                     |
| 2023 | "You Broke My Heart"                           | 11                                | 8                                 | 3                                 | —                                 | 8                                 | —                                 | 26                                |                                                                                         | For All the Dogs Scary Hours Edition |
| 2024 | "Push Ups"                                     | 17                                | 2                                 | 2                                 | 37                                | 10                                | 14                                | 14                                |                                                                                         | —                                    |
| 2024 | "Family Matters"                               | 7                                 | 5                                 | 4                                 | 26                                | 6                                 | 16                                | 17                                |                                                                                         | —                                    |

### Další písně v hitparádách
| Rok  | Název písně                                        | Pozice v mezinárodních žebříčcích | Pozice v mezinárodních žebříčcích | Pozice v mezinárodních žebříčcích | Pozice v mezinárodních žebříčcích | Pozice v mezinárodních žebříčcích | Certifikace                | Album                                |
| Rok  | Název písně                                        | US 100                            | US Hip-Hop                        | US Rap                            | CAN                               | UK                                | Certifikace                | Album                                |
| ---- | -------------------------------------------------- | --------------------------------- | --------------------------------- | --------------------------------- | --------------------------------- | --------------------------------- | -------------------------- | ------------------------------------ |
| 2010 | "Up All Night" (ft. Nicki Minaj)                   | 49                                | 59                                | 20                                | 80                                | —                                 | US: platinová              | Thank Me Later                       |
| 2010 | "9AM In Dallas"                                    | 57                                | —                                 | —                                 | 55                                | —                                 |                            | Thank Me Later                       |
| 2010 | "Fireworks" (ft. Alicia Keys)                      | 71                                | 117                               | —                                 | —                                 | —                                 |                            | Thank Me Later                       |
| 2011 | "Hate Sleeping Alone"                              | 67                                | —                                 | —                                 | —                                 | —                                 | US: platinová              | Take Care                            |
| 2011 | "We'll Be Fine" (ft. Birdman)                      | 89                                | —                                 | —                                 | —                                 | —                                 |                            | Take Care                            |
| 2011 | "Shot for Me"                                      | 100                               | 52                                | —                                 | —                                 | —                                 | US: platinová              | Take Care                            |
| 2012 | "Crew Love" (ft. The Weeknd)                       | 80                                | 9                                 | 14                                | —                                 | —                                 |                            | Take Care                            |
| 2013 | "Wu-Tang Forever"                                  | 52                                | 13                                | 8                                 | 44                                | —                                 |                            | Nothing Was the Same                 |
| 2013 | "Furthest Thing"                                   | 56                                | 16                                | 12                                | —                                 | 95                                | US: platinová              | Nothing Was the Same                 |
| 2013 | "Paris Morton Music 2"                             | 65                                | 24                                | 17                                | 88                                | 111                               | US: platinová              | Nothing Was the Same                 |
| 2013 | "From Time" (ft. Jhené Aiko)                       | 67                                | 26                                | 18                                | —                                 | 56                                | US: platinová              | Nothing Was the Same                 |
| 2013 | "Own It"                                           | 78                                | 31                                | —                                 | —                                 | 163                               |                            | Nothing Was the Same                 |
| 2013 | "Tuscan Leather"                                   | 81                                | 33                                | 23                                | —                                 | 183                               |                            | Nothing Was the Same                 |
| 2013 | "Come Thru"                                        | 87                                | 34                                | 24                                | —                                 | 149                               |                            | Nothing Was the Same                 |
| 2013 | "Worst Behavior"                                   | 89                                | 26                                | 12                                | —                                 | —                                 |                            | Nothing Was the Same                 |
| 2015 | "Legend"                                           | 52                                | 17                                | 10                                | —                                 | 70                                | US: 2x platinová           | If You're Reading This It's Too Late |
| 2015 | "10 Bands"                                         | 58                                | 19                                | 11                                | —                                 | 92                                | US: platinová              | If You're Reading This It's Too Late |
| 2015 | "Know Yourself"                                    | 53                                | 17                                | 8                                 | 99                                | 95                                | US: 2x platinová           | If You're Reading This It's Too Late |
| 2015 | "No Tellin'"                                       | 81                                | 26                                | 21                                | —                                 | —                                 |                            | If You're Reading This It's Too Late |
| 2015 | "6 God"                                            | 83                                | 28                                | 18                                | —                                 | —                                 | US: platinová              | If You're Reading This It's Too Late |
| 2015 | "Used To" (ft. Lil Wayne)                          | 84                                | 29                                | 19                                | —                                 | —                                 |                            | If You're Reading This It's Too Late |
| 2015 | "Now & Forever"                                    | 95                                | 32                                | 22                                | —                                 | —                                 |                            | If You're Reading This It's Too Late |
| 2015 | "6 Man"                                            | 97                                | 34                                | 23                                | —                                 | —                                 |                            | If You're Reading This It's Too Late |
| 2016 | "Keep the Family Close"                            | 68                                | 33                                | 18                                | 57                                | 90                                |                            | Views                                |
| 2016 | "9"                                                | 45                                | 21                                | 10                                | 39                                | 84                                | US: platinová              | Views                                |
| 2016 | "U with Me?"                                       | 44                                | 20                                | 9                                 | 47                                | 72                                | US: platinová              | Views                                |
| 2016 | "Feel No Ways"                                     | 53                                | 25                                | 13                                | 44                                | 62                                | US: platinová              | Views                                |
| 2016 | "Hype"                                             | 33                                | 15                                | 6                                 | 31                                | 70                                | US: platinová              | Views                                |
| 2016 | "Weston Road Flows"                                | 54                                | 26                                | 14                                | 51                                | 93                                |                            | Views                                |
| 2016 | "Redemption"                                       | 61                                | 28                                | 16                                | 59                                | 99                                | US: platinová              | Views                                |
| 2016 | "With You" (ft. PartyNextDoor)                     | 47                                | 22                                | —                                 | 32                                | 55                                | US: platinová              | Views                                |
| 2016 | "Faithful" (ft. Pimp C a dvsn)                     | 72                                | 36                                | 19                                | 61                                | —                                 |                            | Views                                |
| 2016 | "Still Here"                                       | 40                                | 19                                | 8                                 | 37                                | 78                                | US: platinová              | Views                                |
| 2016 | "Grammys" (ft. Future)                             | 38                                | 18                                | 7                                 | 34                                | 68                                | US: platinová              | Views                                |
| 2016 | "Childs Play"                                      | 49                                | 23                                | 11                                | 49                                | 77                                | US: platinová UK: stříbrná | Views                                |
| 2016 | "Summers Over Interlude"                           | —                                 | —                                 | —                                 | 88                                | —                                 |                            | Views                                |
| 2016 | "Fire & Desire"                                    | 75                                | 38                                | 20                                | 64                                | 88                                | US: platinová              | Views                                |
| 2016 | "Views"                                            | 86                                | 44                                | 25                                | 72                                | —                                 |                            | Views                                |
| 2017 | "No Long Talk" (ft. Giggs)                         | 40                                | 22                                | 14                                | 14                                | 17                                | UK: stříbrná               | More Life                            |
| 2017 | "Jorja Interlude"                                  | 49                                | 27                                | 18                                | 28                                | 42                                |                            | More Life                            |
| 2017 | "Get It Together" (ft. Black Coffee a Jorja Smith) | 45                                | 25                                | —                                 | 20                                | 24                                |                            | More Life                            |
| 2017 | "Madiba Riddim"                                    | 51                                | 29                                | —                                 | 23                                | 31                                | UK: stříbrná               | More Life                            |
| 2017 | "Blem"                                             | 38                                | 20                                | —                                 | 8                                 | 10                                | US: platinová UK: zlatá    | More Life                            |
| 2017 | "4422" (ft. Sampha)                                | 50                                | 28                                | —                                 | 27                                | 39                                |                            | More Life                            |
| 2017 | "Gyalchester"                                      | 29                                | 15                                | 10                                | 13                                | 32                                | US: platinová UK: stříbrná | More Life                            |
| 2017 | "Skepta Interlude"                                 | 76                                | 42                                | —                                 | 36                                | 35                                | UK: stříbrná               | More Life                            |
| 2017 | "Sacrifices" (ft. 2 Chainz a Young Thug)           | 36                                | 19                                | 12                                | 26                                | 51                                |                            | More Life                            |
| 2017 | "Nothings Into Somethings"                         | 61                                | 36                                | —                                 | 40                                | 62                                |                            | More Life                            |
| 2017 | "Teenage Fever"                                    | 35                                | 18                                | —                                 | 22                                | 37                                | US: platinová UK: stříbrná | More Life                            |
| 2017 | "KMT" (ft. Giggs)                                  | 48                                | 26                                | 17                                | 25                                | 9                                 | UK: zlatá                  | More Life                            |
| 2017 | "Lose You"                                         | 64                                | 38                                | 24                                | 41                                | 54                                |                            | More Life                            |
| 2017 | "Can't Have Everything"                            | 82                                | 44                                | —                                 | 53                                | 58                                |                            | More Life                            |
| 2017 | "Since Way Back" (ft. PartyNextDoor)               | 70                                | 40                                | —                                 | 49                                | 63                                |                            | More Life                            |
| 2017 | "Ice Melts" (ft. Young Thug)                       | 62                                | 37                                | 23                                | 48                                | 65                                |                            | More Life                            |
| 2017 | "Do Not Disturb"                                   | 60                                | 35                                | 22                                | 44                                | 61                                | US: platinová UK: stříbrná | More Life                            |
| 2018 | "Emotionless"                                      | 8                                 | 7                                 | 7                                 | 13                                | 5                                 | CAN: zlatá                 | Scorpion                             |
| 2018 | "Survival"                                         | 17                                | 15                                | 13                                | 18                                | —                                 |                            | Scorpion                             |
| 2018 | "Elevate"                                          | 14                                | 13                                | 11                                | 15                                | —                                 | CAN: zlatá                 | Scorpion                             |
| 2018 | "8 Out of 10"                                      | 21                                | 18                                | 16                                | 19                                | —                                 |                            | Scorpion                             |
| 2018 | "Can't Take a Joke"                                | 18                                | 16                                | 14                                | 16                                | —                                 | CAN: zlatá                 | Scorpion                             |
| 2018 | "Sandra's Rose"                                    | 27                                | 21                                | 19                                | 28                                | —                                 |                            | Scorpion                             |
| 2018 | "Talk Up" (ft. Jay-Z)                              | 20                                | 17                                | 15                                | 17                                | —                                 |                            | Scorpion                             |
| 2018 | "Is There More"                                    | 36                                | 25                                | 21                                | 38                                | —                                 |                            | Scorpion                             |
| 2018 | "Peak"                                             | 38                                | 27                                | —                                 | 37                                | —                                 |                            | Scorpion                             |
| 2018 | "Summer Games"                                     | 28                                | 22                                | —                                 | 27                                | —                                 |                            | Scorpion                             |
| 2018 | "Jaded"                                            | 32                                | 24                                | —                                 | 36                                | —                                 |                            | Scorpion                             |
| 2018 | "Finesse"                                          | 42                                | 30                                | —                                 | 39                                | —                                 |                            | Scorpion                             |
| 2018 | "Ratchet Happy Birthday"                           | 51                                | 35                                | —                                 | 43                                | —                                 |                            | Scorpion                             |
| 2018 | "That's How You Feel"                              | 37                                | 26                                | 22                                | 34                                | —                                 |                            | Scorpion                             |
| 2018 | "Blue Tint"                                        | 30                                | 23                                | 20                                | 30                                | —                                 |                            | Scorpion                             |
| 2018 | "After Dark" (ft. Static Major a Ty Dolla Sign)    | 41                                | 29                                | —                                 | 40                                | —                                 |                            | Scorpion                             |
| 2018 | "Final Fantasy"                                    | 56                                | 37                                | —                                 | 52                                | —                                 |                            | Scorpion                             |
| 2018 | "March 14"                                         | 57                                | 38                                | —                                 | 54                                | —                                 |                            | Scorpion                             |
| 2019 | "Dreams Money Can Buy"                             | 68                                | —                                 | —                                 | 64                                | —                                 |                            | Care Package                         |
| 2019 | "The Motion"                                       | 61                                | —                                 | —                                 | 52                                | —                                 |                            | Care Package                         |
| 2019 | "How Bout Now"                                     | 60                                | —                                 | —                                 | 57                                | 50                                |                            | Care Package                         |
| 2019 | "Trust Issues"                                     | 58                                | —                                 | —                                 | 63                                | —                                 |                            | Care Package                         |
| 2019 | "Days in the East"                                 | 95                                | —                                 | —                                 | —                                 | —                                 |                            | Care Package                         |
| 2019 | "Club Paradise"                                    | 85                                | —                                 | —                                 | 84                                | —                                 |                            | Care Package                         |
| 2019 | "4PM in Calabasas"                                 | —                                 | —                                 | —                                 | 80                                | 72                                |                            | Care Package                         |
| 2019 | "5AM in Toronto"                                   | —                                 | —                                 | —                                 | 69                                | —                                 |                            | Care Package                         |
| 2020 | "Deep Pockets"                                     | 32                                | 18                                | 14                                | 33                                | —                                 |                            | Dark Lane Demo Tapes                 |
| 2020 | "When to Say When"                                 | 35                                | 21                                | 17                                | 38                                | —                                 |                            | Dark Lane Demo Tapes                 |
| 2020 | "Demons" (ft. Fivio Foreign a Sosa Geek)           | 34                                | 20                                | 16                                | 21                                | —                                 |                            | Dark Lane Demo Tapes                 |
| 2020 | "Not You Too" (ft. Chris Brown)                    | 25                                | 14                                | —                                 | 29                                | —                                 |                            | Dark Lane Demo Tapes                 |
| 2020 | "Desires" (ft. Future)                             | 27                                | 15                                | 11                                | 28                                | —                                 |                            | Dark Lane Demo Tapes                 |
| 2020 | "Time Flies"                                       | 30                                | 17                                | —                                 | 22                                | —                                 |                            | Dark Lane Demo Tapes                 |
| 2020 | "Landed"                                           | 39                                | 22                                | 18                                | 35                                | —                                 |                            | Dark Lane Demo Tapes                 |
| 2020 | "D4L" (s Future a Young Thug)                      | 19                                | 12                                | 9                                 | 17                                | —                                 |                            | Dark Lane Demo Tapes                 |
| 2020 | "Pain 1993" (s Playboi Carti)                      | 7                                 | 6                                 | 4                                 | 7                                 | 17                                |                            | Dark Lane Demo Tapes                 |
| 2020 | "Losses"                                           | 51                                | 26                                | 22                                | 49                                | —                                 |                            | Dark Lane Demo Tapes                 |
| 2020 | "From the Florida With Love"                       | 45                                | 25                                | 21                                | 43                                | —                                 |                            | Dark Lane Demo Tapes                 |
| 2020 | "War"                                              | 52                                | 27                                | 23                                | 34                                | —                                 |                            | Dark Lane Demo Tapes                 |
| 2021 | "Wants and Needs" (ft. Lil Baby)                   | 2                                 | 2                                 | 2                                 | 2                                 | 10                                |                            | Scary Hours 2                        |
| 2021 | "Lemon Pepper Freestyle" (ft. Rick Ross)           | 3                                 | 3                                 | 3                                 | 3                                 | 6                                 |                            | Scary Hours 2                        |
| 2021 | "Champagne Poetry"                                 | 4                                 | 4                                 | 4                                 | 3                                 | 5                                 |                            | Certified Lover Boy                  |
| 2021 | "Papi's Home"                                      | 8                                 | 8                                 | 7                                 | 23                                | —                                 |                            | Certified Lover Boy                  |
| 2021 | "In the Bible" (ft. Lil Durk a Giveon)             | 7                                 | 6                                 | 6                                 | 18                                | —                                 |                            | Certified Lover Boy                  |
| 2021 | "Love All" (ft. Jay-Z)                             | 10                                | 9                                 | 9                                 | 20                                | —                                 |                            | Certified Lover Boy                  |
| 2021 | "Fair Trade" (ft. Travis Scott)                    | 3                                 | 3                                 | 3                                 | 4                                 | 3                                 |                            | Certified Lover Boy                  |
| 2021 | "TSU"                                              | 9                                 | 8                                 | 8                                 | 7                                 | —                                 |                            | Certified Lover Boy                  |
| 2021 | "N 2 Deep" (ft. Future)                            | 12                                | 11                                | 11                                | 24                                | —                                 |                            | Certified Lover Boy                  |
| 2021 | "Pipe Down"                                        | 14                                | 12                                | 12                                | 17                                | —                                 |                            | Certified Lover Boy                  |
| 2021 | "Yebba's Heartbreak" (s Yebba)                     | 24                                | —                                 | —                                 | 43                                | —                                 |                            | Certified Lover Boy                  |
| 2021 | "No Friends in the Industry"                       | 11                                | 9                                 | 7                                 | 6                                 | —                                 |                            | Certified Lover Boy                  |
| 2021 | "Knife Talk" (ft. 21 Savage a Project Pat)         | 4                                 | 2                                 | 2                                 | 6                                 | —                                 |                            | Certified Lover Boy                  |
| 2021 | "7AM on Bridle Path"                               | 16                                | 13                                | 13                                | 10                                | —                                 |                            | Certified Lover Boy                  |
| 2021 | "Race My Mind"                                     | 18                                | 14                                | —                                 | 12                                | —                                 |                            | Certified Lover Boy                  |
| 2021 | "Fountains" (ft. Tems)                             | 26                                | 18                                | —                                 | 36                                | —                                 |                            | Certified Lover Boy                  |
| 2021 | "Get Along Better" (ft. Ty Dolla Sign)             | 27                                | 19                                | —                                 | 45                                | —                                 |                            | Certified Lover Boy                  |
| 2021 | "You Only Live Twice" (ft. Lil Wayne a Rick Ross)  | 25                                | 17                                | 16                                | 38                                | —                                 |                            | Certified Lover Boy                  |
| 2021 | "IMY2" (ft. Kid Cudi)                              | 22                                | 16                                | 15                                | 37                                | —                                 |                            | Certified Lover Boy                  |
| 2021 | "Fucking Fans"                                     | 32                                | 21                                | —                                 | 27                                | —                                 |                            | Certified Lover Boy                  |
| 2021 | "The Remorse"                                      | 35                                | 23                                | 18                                | 29                                | —                                 |                            | Certified Lover Boy                  |
| 2022 | "Falling Back"                                     | 7                                 | 6                                 | —                                 | 4                                 | 10                                |                            | Honestly, Nevermind                  |
| 2022 | "Texts Go Green"                                   | 13                                | 8                                 | —                                 | 9                                 | —                                 |                            | Honestly, Nevermind                  |
| 2022 | "Currents"                                         | 23                                | —                                 | —                                 | 15                                | —                                 |                            | Honestly, Nevermind                  |
| 2022 | "A Keeper"                                         | 21                                | 11                                | —                                 | 13                                | —                                 |                            | Honestly, Nevermind                  |
| 2022 | "Calling My Name"                                  | 20                                | 10                                | —                                 | 14                                | —                                 |                            | Honestly, Nevermind                  |
| 2022 | "Flight's Booked"                                  | 28                                | 12                                | —                                 | 16                                | —                                 |                            | Honestly, Nevermind                  |
| 2022 | "Overdrive"                                        | 42                                | 14                                | —                                 | 21                                | —                                 |                            | Honestly, Nevermind                  |
| 2022 | "Down Hill"                                        | 62                                | 19                                | —                                 | 35                                | —                                 |                            | Honestly, Nevermind                  |
| 2022 | "Tie That Binds"                                   | 66                                | —                                 | —                                 | 33                                | —                                 |                            | Honestly, Nevermind                  |
| 2022 | "Liability"                                        | 47                                | 15                                | —                                 | 34                                | —                                 |                            | Honestly, Nevermind                  |
| 2023 | "Virginia Beach"                                   | 3                                 | 3                                 | 3                                 | 3                                 | 6                                 |                            | For All the Dogs                     |
| 2023 | "Amen" (ft. Teezo Touchdown)                       | 15                                | 11                                | 9                                 | 17                                | —                                 |                            | For All the Dogs                     |
| 2023 | "Calling for You" (ft. 21 Savage)                  | 5                                 | 5                                 | 5                                 | 6                                 | —                                 |                            | For All the Dogs                     |
| 2023 | "Fear of Heights"                                  | 10                                | 9                                 | 7                                 | 8                                 | —                                 |                            | For All the Dogs                     |
| 2023 | "Daylight"                                         | 8                                 | 8                                 | 6                                 | 5                                 | —                                 |                            | For All the Dogs                     |
| 2023 | "IDGAF" (ft. Yeat)                                 | 2                                 | 2                                 | 2                                 | 1                                 | 5                                 |                            | For All the Dogs                     |
| 2023 | "7969 Santa"                                       | 16                                | 12                                | 10                                | 16                                | —                                 |                            | For All the Dogs                     |
| 2023 | "7Bahamas Promises"                                | 20                                | 15                                | —                                 | 25                                | —                                 |                            | For All the Dogs                     |
| 2023 | "Tried Our Best"                                   | 21                                | 16                                | 13                                | 24                                | —                                 |                            | For All the Dogs                     |
| 2023 | "Screw the World" (interlude)                      | 42                                | 26                                | 21                                | 46                                | —                                 |                            | For All the Dogs                     |
| 2023 | "Drew a Picasso"                                   | 27                                | 20                                | 16                                | 28                                | —                                 |                            | For All the Dogs                     |
| 2023 | "Members Only" (ft. PartyNextDoor)                 | 24                                | 18                                | —                                 | 23                                | —                                 |                            | For All the Dogs                     |
| 2023 | "What Would Pluto Do"                              | 18                                | 14                                | 12                                | 21                                | —                                 |                            | For All the Dogs                     |
| 2023 | "All the Parties" (ft. Chief Keef)                 | 26                                | 19                                | 15                                | 27                                | —                                 |                            | For All the Dogs                     |
| 2023 | "BBL Love" (interlude)                             | 36                                | 24                                | 20                                | 43                                | —                                 |                            | For All the Dogs                     |
| 2023 | "Gently" (ft. Bad Bunny)                           | 12                                | —                                 | —                                 | 12                                | —                                 |                            | For All the Dogs                     |
| 2023 | "Another Late Night" (ft. Lil Yachty)              | 29                                | 21                                | 17                                | 26                                | —                                 |                            | For All the Dogs                     |
| 2023 | "Away from Home"                                   | 32                                | 23                                | 19                                | 33                                | —                                 |                            | For All the Dogs                     |
| 2023 | "Polar Opposites"                                  | 37                                | 25                                | —                                 | 40                                | —                                 |                            | For All the Dogs                     |

### Spolupráce (singly i další umístěné písně)
| Rok  | Název písně                                         | Pozice v mezinárodních žebříčcích | Pozice v mezinárodních žebříčcích | Pozice v mezinárodních žebříčcích | Pozice v mezinárodních žebříčcích | Pozice v mezinárodních žebříčcích | Certifikace      | Album                          |
| Rok  | Název písně                                         | US 100                            | US Hip-Hop                        | US Rap                            | CAN                               | UK                                | Certifikace      | Album                          |
| ---- | --------------------------------------------------- | --------------------------------- | --------------------------------- | --------------------------------- | --------------------------------- | --------------------------------- | ---------------- | ------------------------------ |
| 2009 | "Every Girl" (s Young Money)                        | 10                                | 2                                 | 2                                 | —                                 | —                                 | US: zlatá        | We Are Young Money             |
| 2009 | "BedRock" (s Young Money (ft. Lloyd))               | 2                                 | 2                                 | 1                                 | 12                                | 9                                 | US: 3x platinová | We Are Young Money             |
| 2014 | "Trophies"                                          | 50                                | 13                                | 5                                 | —                                 | —                                 |                  | Young Money: Rise of an Empire |
| 2015 | "Jumpman" (s Future)                                | 12                                | 6                                 | 4                                 | 44                                | 76                                | US: 5x platinová | What a Time to Be Alive        |
| 2015 | "Big Rings" (s Future)                              | 52                                | 17                                | 14                                | 91                                | 141                               | US: 2x platinová | What a Time to Be Alive        |
| 2015 | "Diamonds Dancing" (s Future)                       | 53                                | 18                                | 15                                | 79                                | 194                               | US: platinová    | What a Time to Be Alive        |
| 2015 | "Digital Dash" (s Future)                           | 62                                | 22                                | 18                                | —                                 | 132                               | US: platinová    | What a Time to Be Alive        |
| 2015 | "Live from the Gutter" (s Future)                   | 74                                | 27                                | 23                                | —                                 | 171                               |                  | What a Time to Be Alive        |
| 2015 | "Scholarships" (s Future)                           | 69                                | 26                                | 22                                | —                                 | 164                               | US: platinová    | What a Time to Be Alive        |
| 2015 | "30 for 30 Freestyle"                               | 88                                | 32                                | —                                 | —                                 | —                                 |                  | What a Time to Be Alive        |
| 2015 | "I'm the Plug" (s Future)                           | 76                                | 28                                | 24                                | —                                 | —                                 |                  | What a Time to Be Alive        |
| 2015 | "Plastic Bag" (s Future)                            | 78                                | 29                                | 25                                | —                                 | 178                               |                  | What a Time to Be Alive        |
| 2015 | "Change Locations" (s Future)                       | 82                                | 30                                | —                                 | —                                 | 182                               |                  | What a Time to Be Alive        |
| 2022 | "Rich Flex" (s 21 Savage)                           | 2                                 | 1                                 | 1                                 | 1                                 | 3                                 |                  | Her Loss                       |
| 2022 | "Major Distribution" (s 21 Savage)                  | 3                                 | 2                                 | 2                                 | 3                                 | 5                                 |                  | Her Loss                       |
| 2022 | "On BS" (s 21 Savage)                               | 4                                 | 3                                 | 3                                 | 4                                 | —                                 |                  | Her Loss                       |
| 2022 | "BackOutsideBoyz"                                   | 9                                 | 8                                 | 8                                 | 8                                 | —                                 |                  | Her Loss                       |
| 2022 | "Privileged Rappers" (s 21 Savage)                  | 7                                 | 6                                 | 6                                 | 10                                | —                                 |                  | Her Loss                       |
| 2022 | "Spin Bout U" (s 21 Savage)                         | 5                                 | 4                                 | 4                                 | 9                                 | —                                 |                  | Her Loss                       |
| 2022 | "Hours in Silence" (s 21 Savage)                    | 11                                | 9                                 | 9                                 | 13                                | —                                 |                  | Her Loss                       |
| 2022 | "Treacherous Twins" (s 21 Savage)                   | 14                                | 12                                | 11                                | 14                                | —                                 |                  | Her Loss                       |
| 2022 | "Circo Loco" (s 21 Savage)                          | 8                                 | 7                                 | 7                                 | 5                                 | 7                                 |                  | Her Loss                       |
| 2022 | "Pussy & Millions" (s 21 Savage (ft. Travis Scott)) | 6                                 | 5                                 | 5                                 | 6                                 | —                                 |                  | Her Loss                       |
| 2022 | "Broke Boys" (s 21 Savage)                          | 12                                | 10                                | 10                                | 12                                | —                                 |                  | Her Loss                       |
| 2022 | "Middle of the Ocean"                               | 15                                | 13                                | 12                                | 15                                | —                                 |                  | Her Loss                       |
| 2022 | "Jumbotron Shit Poppin"                             | 16                                | 14                                | 13                                | 16                                | —                                 |                  | Her Loss                       |
| 2022 | "More M's" (s 21 Savage)                            | 18                                | 15                                | 14                                | 17                                | —                                 |                  | Her Loss                       |
| 2022 | "I Guess It's Fuck Me"                              | 19                                | 16                                | 15                                | 25                                | —                                 |                  | Her Loss                       |

### Hostující
Singly umístěné v žebříčku Billboard Hot 100:
- 2009 - Mary J. Blige - "The One" (ft. Drake)
- 2009 - Jamie Foxx - "Digital Girl" (Remix) (ft. Drake, Kanye West a The-Dream)
- 2009 - Birdman - "Money to Blow" (ft. Drake a Lil Wayne)
- 2009 - Timbaland - "Say Something" (ft. Drake)
- 2009 - Trey Songz - "I Invented Sex" (ft. Drake)
- 2009 - Birdman - "4 My Town (Play Ball)" (ft. Drake a Lil Wayne)
- 2010 - Alicia Keys - "Un-Thinkable (I'm Ready) (Remix)" (ft. Drake)
- 2010 - Lil Wayne - "Right Above It" (ft. Drake)
- 2010 - Rick Ross - "Aston Martin Music" (ft. Drake a Chrisette Michele)
- 2010 - Diddy - Dirty Money - "Loving You No More" (ft. Drake)
- 2010 - Lil Wayne - "Gonorrhea" (ft. Drake)
- 2010 - Rihanna - "What's My Name" (ft. Drake)
- 2010 - Jamie Foxx - "Fall for Your Type" (ft. Drake)
- 2010 - Nicki Minaj - "Moment 4 Life" (ft. Drake)
- 2011 - Trey Songz - "Unusual" (ft. Drake)
- 2011 - DJ Khaled - "I'm on One" (ft. Drake, Rick Ross a Lil Wayne)
- 2011 - Lil Wayne - "She Will" (ft. Drake)
- 2011 - Lil Wayne - "It's Good" (ft. Drake)
- 2011 - Tyga - "Still Got It" (ft. Drake)
- 2011 - Waka Flocka Flame - "Round of Applause" (ft. Drake)
- 2011 - Mary J. Blige - "Mr. Wrong" (ft. Drake)
- 2012 - Rick Ross - "Stay Schemin'" (ft. Drake a French Montana)
- 2012 - 2 Chainz - "No Lie" (ft. Drake)
- 2012 - French Montana - "Pop That" (ft. Drake, Rick Ross a Lil Wayne)
- 2012 - Meek Mill - "Amen" (ft. Drake)
- 2012 - Rick Ross - "Diced Pineapples" (ft. Drake a Wale)
- 2012 - ASAP Rocky - "Fuckin' Problems" (ft. Drake, 2 Chainz a Kendrick Lamar)
- 2013 - Kendrick Lamar - "Poetic Justice" (ft. Drake)
- 2013 - Lil Wayne - "Love Me" (ft. Drake a Future)
- 2013 - Justin Bieber - "Right Here" (ft. Drake)
- 2013 - DJ Khaled - "No New Friends" (ft. Drake, Rick Ross a Lil Wayne)
- 2014 - Romeo Santos - "Odio" (ft. Drake)
- 2014 - YG - "Who Do You Love?" (ft. Drake)
- 2014 - Lil Wayne - "Believe Me" (ft. Drake)
- 2014 - ILoveMakonnen - "Tuesday" (ft. Drake)
- 2014 - Nicki Minaj - "Only" (ft. Drake, Lil Wayne a Chris Brown)
- 2015 - Nicki Minaj - "Truffle Butter" (ft. Drake a Lil Wayne)
- 2015 - Big Sean - "Blessings" (ft. Drake a Kanye West)
- 2015 - Game - "100" (ft. Drake)
- 2015 - Meek Mill - "R.I.C.O." (ft. Drake)
- 2015 - Future - "Where Ya At" (ft. Drake)
- 2016 - Rihanna - "Work" (ft. Drake)
- 2016 - PartyNextDoor – "Come and See Me" (ft. Drake)
- 2016 - YG – "Why You Always Hatin?" (ft. Drake a Kamaiyah)
- 2016 - DJ Khaled – "For Free" (ft. Drake)
- 2016 - French Montana – "No Shopping" (ft. Drake)
- 2016 - Future - "Used to This" (ft. Drake)
- 2017 - Gucci Mane – "Both" (ft. Drake)
- 2017 - DJ Khaled – "To the Max" (ft. Drake)
- 2017 - Metro Boomin – "No Complaints" (ft. Offset a Drake)
- 2018 - BlocBoy JB – "Look Alive" (ft. Drake)
- 2018 - Migos – "Walk It Talk It" (ft. Drake)
- 2018 - Lil Baby - "Yes Indeed" (s Drake)
- 2018 - 2 Chainz - "Bigger Than You" (ft. Quavo a Drake)
- 2018 - Travis Scott - "Sicko Mode" (ft. Drake, Swae Lee a Big Hawk)
- 2018 - French Montana - "No Stylist" (ft. Drake)
- 2018 - Bad Bunny - "Mia" (ft. Drake)
- 2019 - Meek Mill - "Going Bad" (ft. Drake)
- 2019 - Chris Brown - "No Guidance" (ft. Drake)
- 2019 - Rick Ross - "Gold Roses" (ft. Drake)
- 2019 - Swae Lee - "Won't Be Late" (ft. Drake)
- 2019 - PartyNextDoor - "Loyal" (ft. Drake)
- 2020 - Future - "Life Is Good" (ft. Drake)
- 2020 - Lil Yachty a DaBaby - "Oprah's Bank Account" (ft. Drake)
- 2020 - DJ Khaled – "Greece" (ft. Drake)
- 2020 - DJ Khaled – "Popstar" (ft. Drake)
- 2020 - 21 Savage a Metro Boomin – "Mr. Right Now" (ft. Drake)
- 2020 - Bryson Tiller - "Outta Time" (ft. Drake)
- 2020 - Yung Bleu - "You're Mines Still" (Remix) (ft. Drake)
- 2021 - Brent Faiyaz - "Wasting Time" (ft. Drake)
- 2021 - Smiley - "Over the Top" (ft. Drake)
- 2022 - Future - "Wait for U" (ft. Drake)
- 2022 - DJ Khaled - "Staying Alive" (ft. Drake a Lil Baby)
- 2023 - Young Thug - "Oh U Went" (ft. Drake)
- 2023 - Travis Scott - "Meltdown" (ft. Drake)